# Mjösjön (Ullångers socken, Ångermanland)
Mjösjön är en sjö i Kramfors kommun i Ångermanland och ingår i Nätraån-Ångermanälvens kustområde. Sjön har en area på 0,228 kvadratkilometer och ligger 182,2 meter över havet. Sjön avvattnas av vattendraget Stor-Åkersjöbäcken.

## Delavrinningsområde
Mjösjön ingår i det delavrinningsområde (699483-161180) som SMHI kallar för Utloppet av Mjösjön. Medelhöjden är 212 meter över havet och ytan är 1,21 kvadratkilometer. Det finns inga avrinningsområden uppströms utan avrinningsområdet är högsta punkten. Stor-Åkersjöbäcken som avvattnar avrinningsområdet har biflödesordning 2, vilket innebär att vattnet flödar genom totalt 2 vattendrag innan det når havet efter 16 kilometer. Avrinningsområdet består mestadels av skog (81 procent). Avrinningsområdet har 0,23 kvadratkilometer vattenytor vilket ger det en sjöprocent på 18,9 procent.